# Królewskie wrota

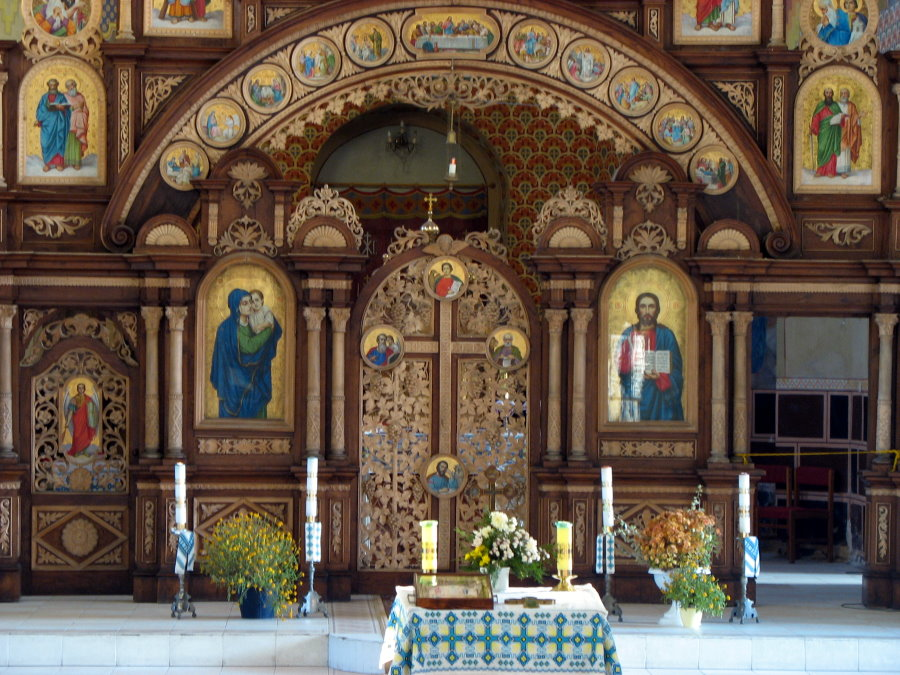
Carskie i diakońskie wrota w Jarosławiu

Królewskie wrota (cs. carskije wrata), drzwi królewskie, święte drzwi, carskie wrota, rajskie wrota, Brama Królewska, Święta Brama, Święte Wrota – w cerkwiach główne, dwuskrzydłowe drzwi ikonostasu w jego środkowej części. 
Przejście otwierane tylko podczas nabożeństwa (wyjątkiem jest tydzień paschalny, kiedy na znak otwartego grobu Jezusa Chrystusa zarówno carskie, jak i diakońskie wrota są otwarte dzień i noc). Przechodzić przez nie może jedynie kapłan pełniący posługę i głowa państwa w dzień koronacji, w niektórych momentach nabożeństw też diakon.

## Symbolika
Drzwi królewskie symbolizują dobrą nowinę.
Pierwotnie były tylko malowane, a od XVII w. ażurowo rzeźbione. Na ich skrzydłach występują postacie czterech Ewangelistów lub rzeźbione jest drzewo Jessego, a Ewangeliści umieszczeni są na jego tle w okrągłych medalionach. Często wyobrażeni są oni symbolicznie: św. Mateusz jako człowiek, św. Marek jako lew, Łukasz jako byk i św. Jan jako orzeł. W górnej części wrót umieszczana jest scena Zwiastowania z Archaniołem Gabrielem na lewym skrzydle i Marią na prawym.

## Opis

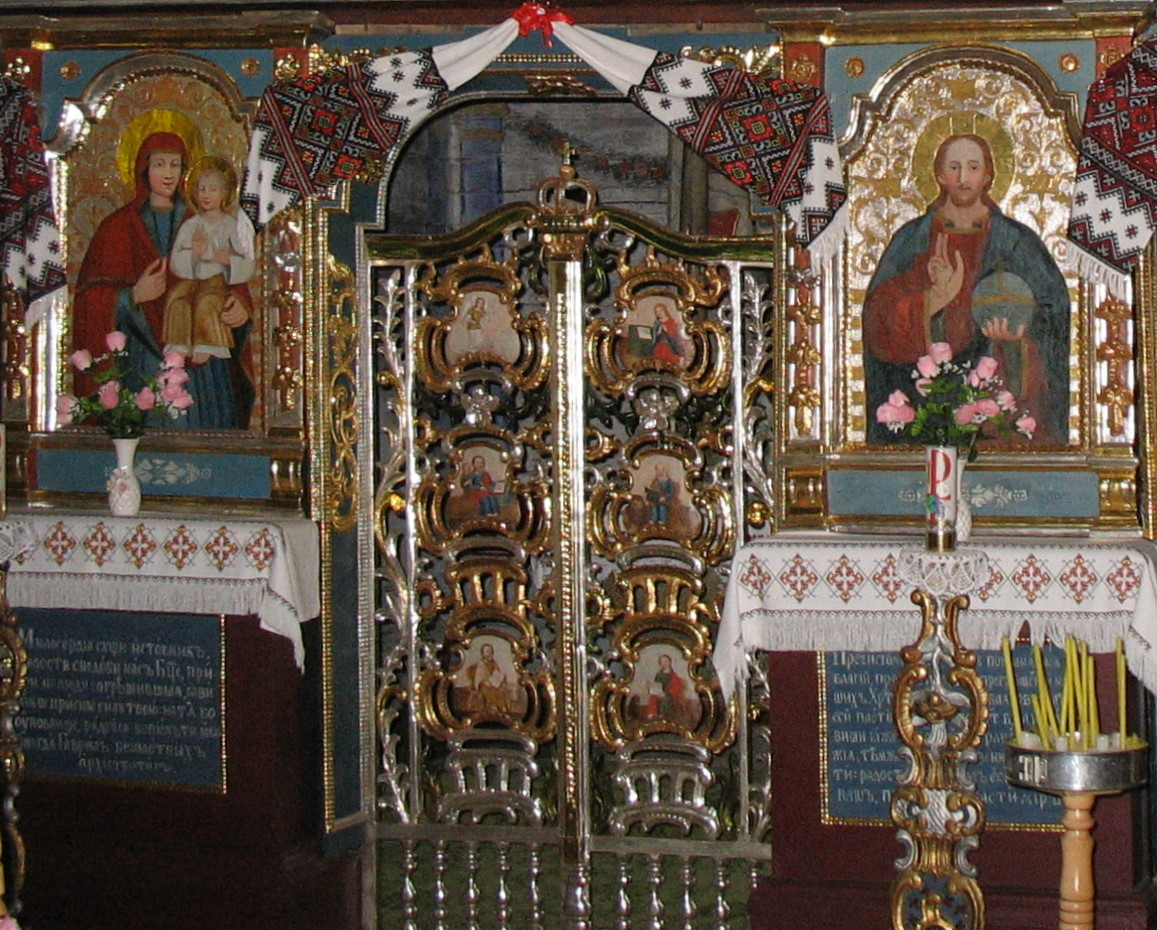
Carskie wrota w Śnietnicy

Za drzwiami jest zawieszona zasłona (zawiesa), która jest odsuwana i zaciągana w pewnych momentach nabożeństwa.
Na odrzwiach znajdują się ikony twórców liturgii Kościoła obrządku wschodniego – święty Bazyli Wielki i Jan Chryzostom.
Nad wrotami znajduje się ikona Komunii Apostołów lub Ostatniej Wieczerzy.
Z lewej strony carskich wrót znajdują się wrota północne, a z prawej wrota południowe (nazywane diakońskimi). Mogą przechodzić przez nie osoby duchowne oraz mężczyźni świeccy pomagający w sprawowaniu nabożeństwa. Wrota diakońskie ozdobione są wizerunkami archaniołów Gabriela i Michała lub pierwszych męczenników – diakonów: św. Szczepana i św. Wawrzyńca.
Po prawej stronie carskich wrót umieszczany jest zawsze wizerunek Chrystusa Nauczającego, który prawą ręką błogosławi, a w lewej trzyma otwartą księgę lub zwój. Pomiędzy carskimi wrotami a wrotami północnymi umieszczana jest zaś ikona Matki Boskiej z Dzieciątkiem typu Hodegetria lub Eleusa. Hodegetria (gr. wskazująca drogę, przewodniczka) to Bogurodzica siedząca lub stojąca, która trzyma Chrystusa na lewym ramieniu, a prawą ręką wskazuje na jego postać; Chrystus siedzi wyprostowany, błogosławiąc prawą ręką, a w lewej trzyma zwój lub księgę. Eleusa (cs. Umilenije) to Matka pochylająca głowę, aby przytulić swój policzek do policzka Syna, który obejmuje ją ręką za szyję.